# Coscinida novemnotata
Coscinida novemnotata är en spindelart som beskrevs av Simon 1895. Coscinida novemnotata ingår i släktet Coscinida och familjen klotspindlar.
Artens utbredningsområde är Sri Lanka. Inga underarter finns listade i Catalogue of Life.